# Hege Riise
Hege Riise (Lørenskog, 1969. július 18. –) norvég női labdarúgó. A norvég nemzeti-válogatott csapatkapitánya, melyben 1990-ben mutatkozott be. Riise aranyérmet nyert a 2000. évi nyári olimpiai játékokon Sydney-ben, csakúgy, mint az 1995-ös női labdarúgó-világbajnokságon. A Carolina Courage draftolta a Women's United Soccer Association 2000-es külföldi draftján, két alkalommal lett a Carolina Courage MVP-je (legértékesebb játékosa), és elvezette a Courage-t a WUSA Founders Cup címhez 2002-ben. 2003-ban a Norvég labdarúgó-szövetség Riise-t minden idők legjobb női norvég labdarúgójának nyilvánította.
Riise a 2006-os szezon végén visszavonult. 2007 óta korábbi egyesületének, a norvég Toppserien bajnokságában érdekelt Lillestrøm SK vezetőedzőjeként tevékenykedik.

## Sikerei

### Klubcsapatokban
Norvég bajnoki ezüstérmes (3):
- Setskog/Høland (1): 1992
- Asker (1): 2000
- Lillestrøm SK (1): 2005

 Norvég kupagyőztes (2):
- Setskog/Høland (1): 1992
- Asker (1): 2000

 Japán bajnok (2):
- Nikko Securities (2): 1996, 1997

 Japán kupagyőztes (1):
- Nikko Securities (1): 1996

 Észak-amerikai bajnok (1):
- WUSA bajnok (1):
  - Carolina Courage: 2002

### A válogatottban
Norvégia
- Világbajnok (1): 1995
- Olimpiai bajnok (1): 2000
- Olimpiai bronzérmes (1): 1996
- Európa-bajnok: 1993
- Európa-bajnoki ezüstérmes: 1991
- Négy Nemzet Tornája ezüstérmes (1): 1998

### Edzőként
Norvég bajnok (7):
- Lillestrøm SK (1): 2012, 2014, 2015, 2016, 2017, 2018, 2019